# Lars Göran Petrov
Lars Göran Petrov, también conocido simplemente como L. G. Petrov (17 de febrero de 1972-7 de marzo del 2021), fue un cantante y baterista sueco. 

## Carrera musical
Hizo de vocalista para el debut de la banda Comecon con su álbum Megatrends in Brutality. En 1993 regresó a Entombed hasta la fecha. También tocó la batería en el grupo Morbid junto a Per Yngve Dead Ohlin.
En 2008 grabó junto con Johan Hegg la canción «Guardians of Asgaard», de Amon Amarth, en el disco Twilight of the Thunder God.
En agosto de 2020 comunicó que se le diagnosticó cáncer; varias figuras importantes del metal y fans lo apoyaron en esta lucha contra su enfermedad, pero a consecuencia de la misma terminó falleciendo el 7 de marzo de 2021. La noticia fue confirmada el 8 de marzo en las redes sociales de la banda Entombed.